# تيريزا اندكفيست
تيريزا اندكفيست (بالسويدية: Therese Lundqvist)‏ هي لاعبة رماية سويدية، ولدت في 23 أغسطس 1990 في أوبسالا في السويد.

## وصلات خارجية
- تيريزا اندكفيست على موقع الاتحاد الدولي (الإنجليزية)
- تيريزا اندكفيست على موقع أوليمبيديا (الإنجليزية)
- تيريزا اندكفيست على موقع اللجنة الأولمبية السويدية (السويدية)